# Liste der Pfarren im Dekanat Sillian
Das Dekanat Sillian ist ein Dekanat der römisch-katholischen Diözese Innsbruck.

## Pfarren mit Kirchengebäuden
| Ort             | Pfarrverband                     | Patrozinium                                 | Kirchengebäude | Bild |
| Abfaltersbach   | Anras – Abfaltersbach – Strassen | Apostel Andreas                             | Pfarrkirche Abfaltern Filialkirche Abfaltersbach                                                                                        |      |
| Anras           | Anras – Abfaltersbach – Strassen | Stephanus                                   | Pfarrkirche Anras Friedhofskapelle Anras, Filialkirche Anras mit Kreuzweg und Heilig-Grab-Kapelle, Filialkirche Asch, Filialkirche Ried |      |
| Außervillgraten |                                  | Gertrud von Nivelles                        | Pfarrkirche Außervillgraten Bachlehenkapelle, Wurzerkapelle                                                                             |      |
| Heinfels        | Hochpustertal                    | Peter und Paul                              | Expositurkirche Heinfels |      |
| Hollbruck       |                                  | Unserer Lieben Frau Mariahilf               | Pfarrkirche Hollbruck |      |
| Innervillgraten |                                  | Martin von Tours                            | Pfarrkirche Innervillgraten Expositurkirche Kalkstein, Maxerkapelle                                                                     |      |
| Kartitsch       |                                  | Leonhard von Limoges                        | Pfarrkirche Kartitsch Filialkirche St. Oswald                                                                                           |      |
| Obertilliach    |                                  | Ulrich von Augsburg                         | Pfarrkirche Obertilliach |      |
| Sillian         | Hochpustertal                    | Unsere Liebe Frau Mariä Himmelfahrt         | Pfarrkirche Sillian |      |
| Strassen        | Anras – Abfaltersbach – Strassen | Jakobus der Ältere                          | Pfarrkirche Strassen Filialkirche Strassen                                                                                              |      |
| Tessenberg      | Hochpustertal                    | Johannes der Täufer und Johannes Evangelist | Pfarrkirche Tessenberg |      |
| Untertilliach   |                                  | Florian, Ingenuin und Albuin                | Pfarrkirche Untertilliach Filialkirche Untertilliach am Kirchberg (St. Jenewein)                                                        |      |

## Dekanat Sillian
Das Dekanat umfasst elf Pfarren und zwei Exposituren.
Dekane
- seit 2014 Anno Schulte-Herbrüggen